# Stany i kasty w Indiach

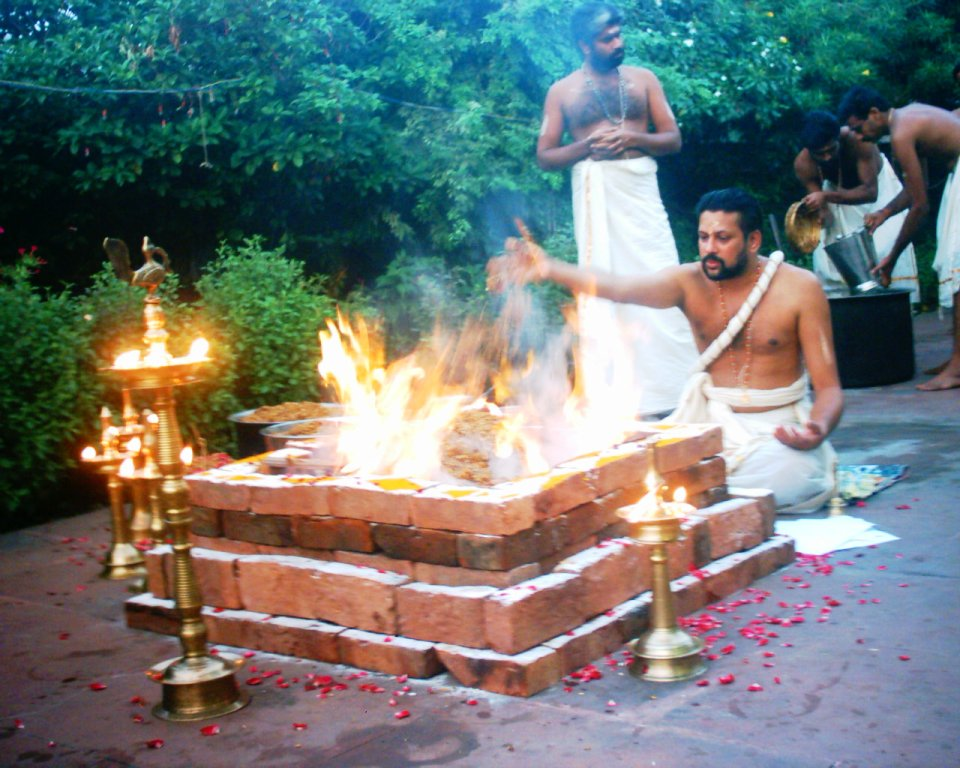
Bramin z kasty Nambudiri odprawiający ofiarę jadźńa

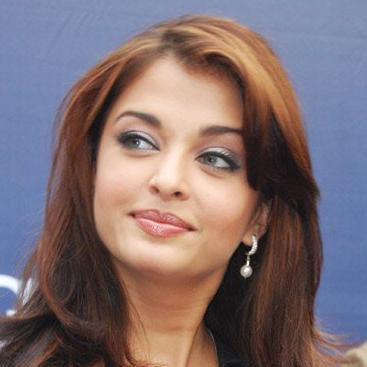
Aishwariya Rai – aktorka wywodząca się z kasty Bantów

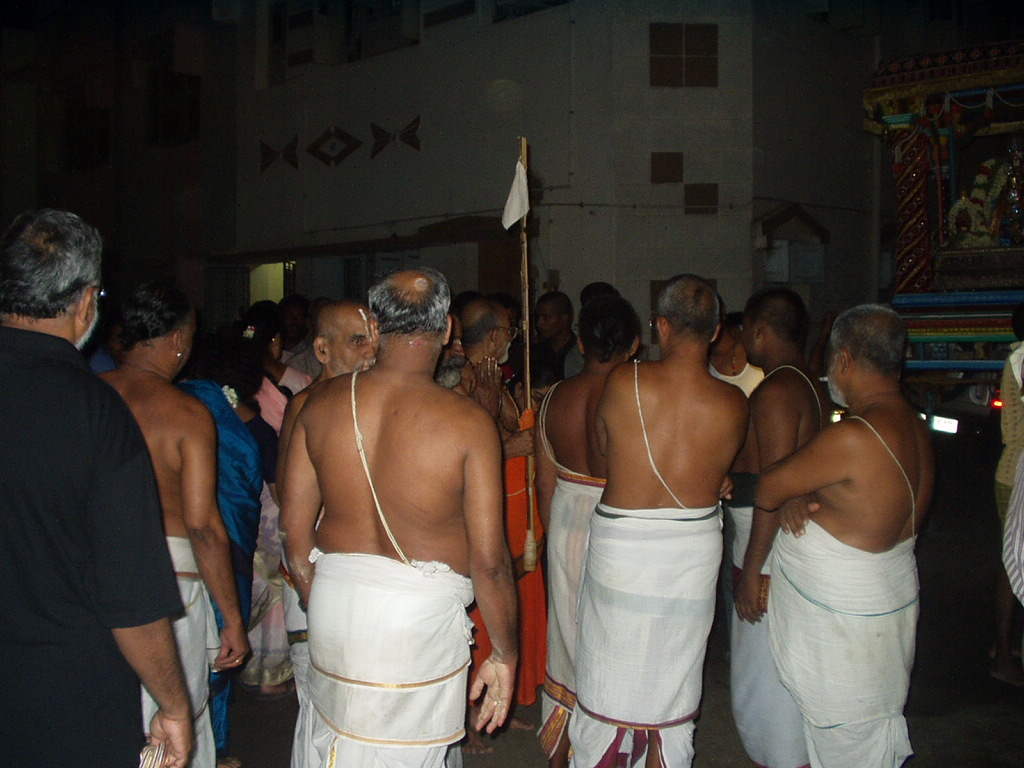
Bramini ze świętymi sznurami

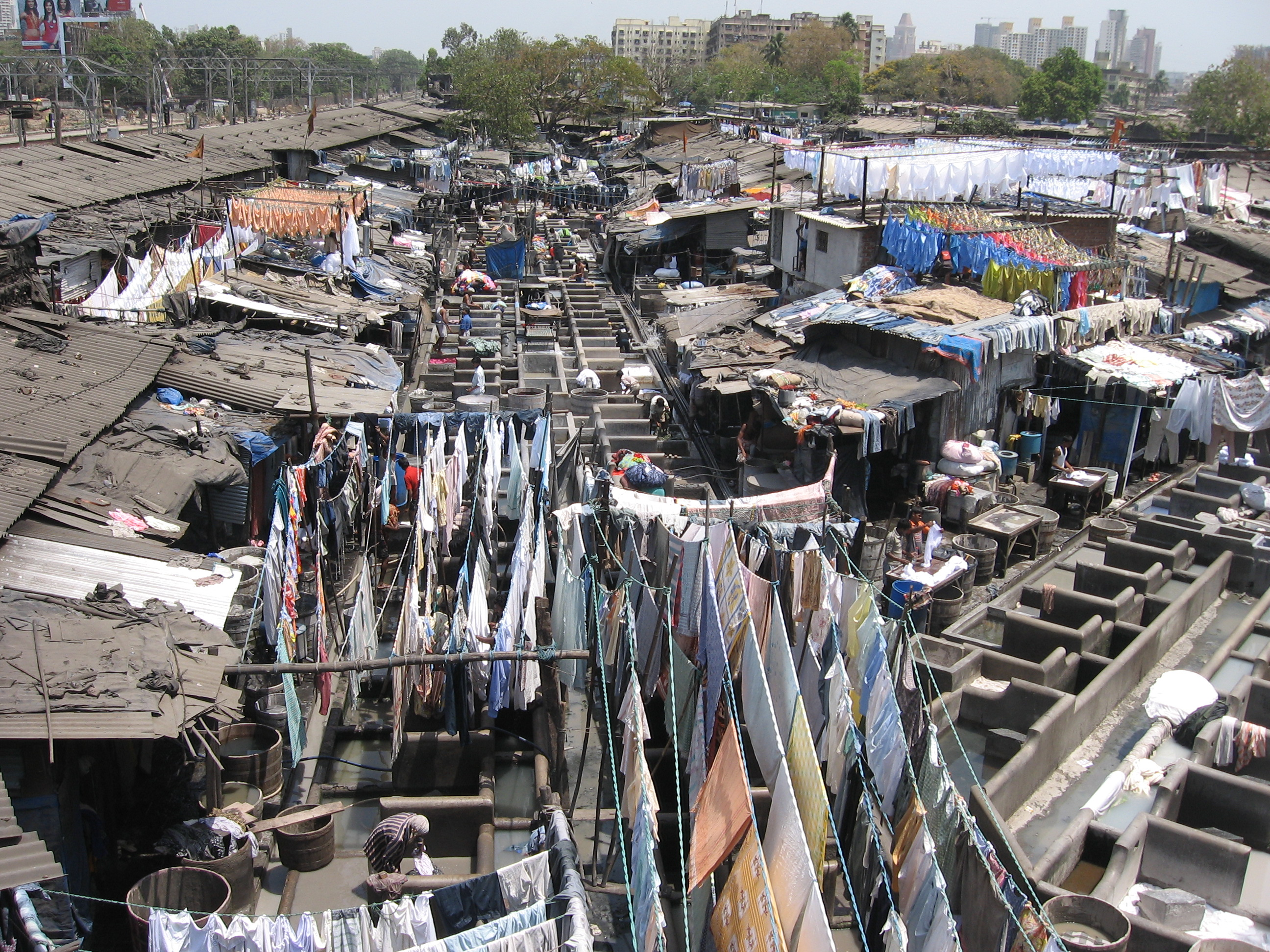
Dhobi Ghat w Bombaju – miejsce pracy praczy

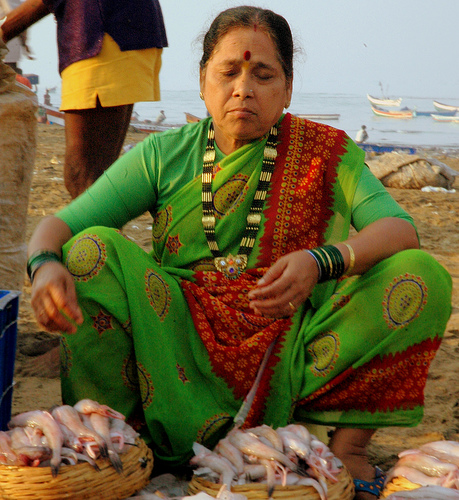
Kobieta z kasty koli (rybaków)

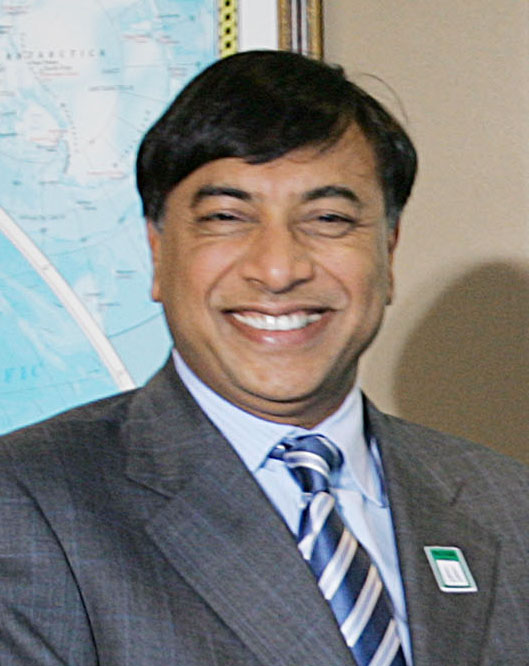
Lakshmi Mittal, pochodzący z kasty Agarwal (przedsiębiorców)

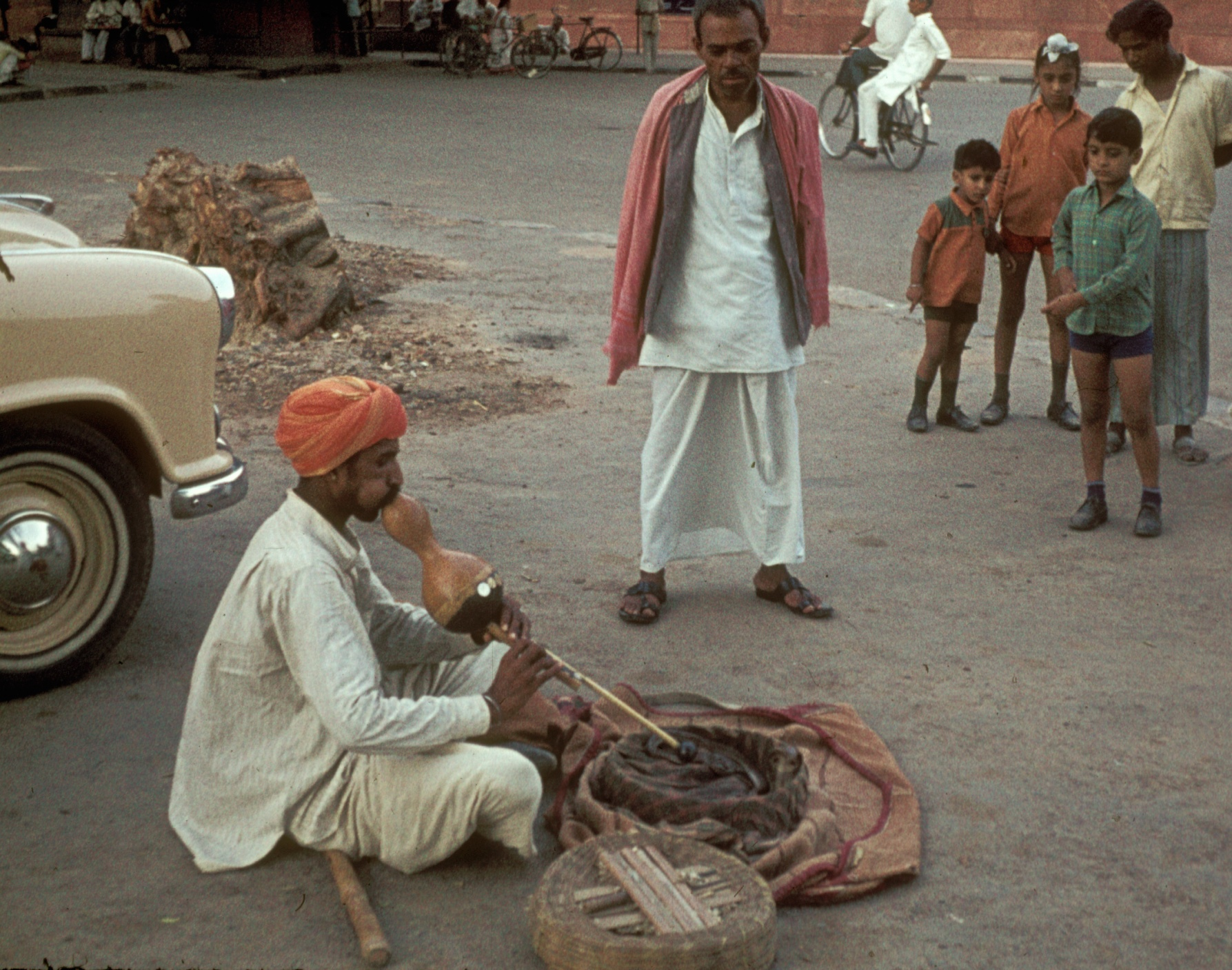
Sapera – zaklinacz węży

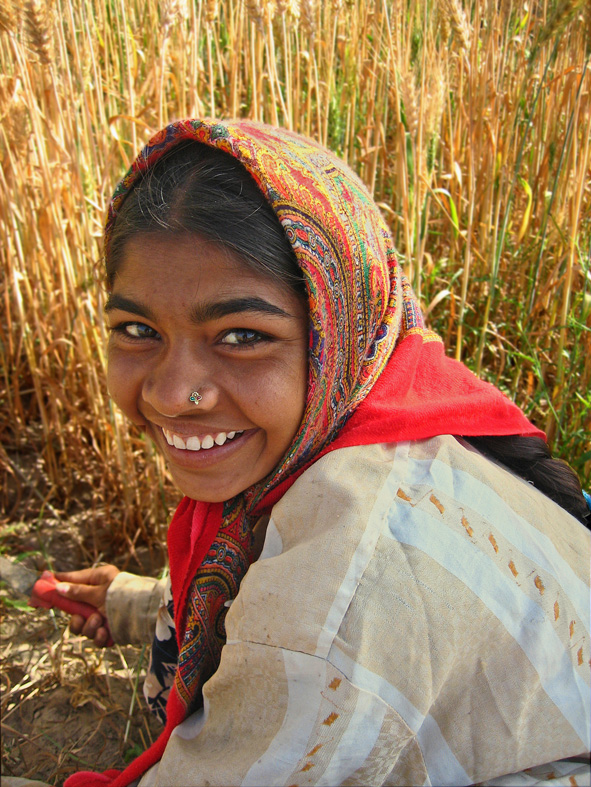
Kobieta z kasty Ahirów

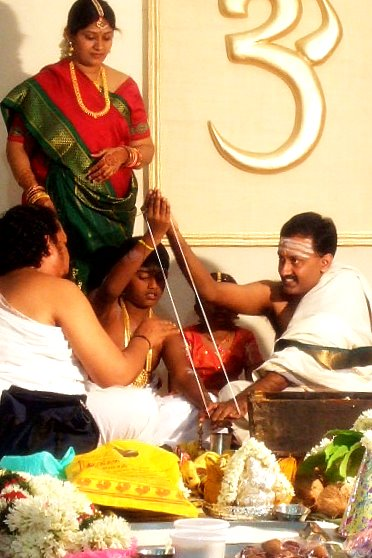
Upanajana wśród Ajjarów

Stany i kasty w Indiach – system zamkniętych, endogamicznych grup społecznych w Indiach, do których przynależność jest dziedziczna.
Na Zachodzie do tej pory pokutuje szereg nieporozumień dotyczących indyjskiego systemu kastowego, przede wszystkim ze względu na mylenie dwóch pojęć typowych dla hinduizmu:
1. pojęcia warny, czyli stanu społecznego, podobnego do średniowiecznych europejskich koncepcji społecznych,
2. pojęcia kasty, typowo indyjskiego, określanego w językach indyjskich terminem dźati (dewanagari: जाति), dosłownie „urodzenie”.

Podczas gdy system początkowo trzech, później czterech warn, ćaturwanja był być może rzeczywistością społeczną w zamierzchłej starożytności wśród indoeuropejskich Ariów, a w późniejszym okresie li tylko postulatem niektórych prawodawców hinduskich, nigdy w pełni nie zrealizowanym, to pojęcie kasty zawsze było podstawową kategorią społeczną, nawet obecnie pomimo prawnego zniesienia systemu kastowego po uzyskaniu przez Indie niepodległości w 1947 roku. Druga przyczyna zamętu to powszechne poza Indiami zakładanie ekonomicznego uprzywilejowania pewnych kast, wiążące się z uciskiem innych, co zupełnie nie odpowiada realiom społecznym.
W indyjskim systemie kastowym wyróżniono ok. 3 tys. kast i podkast.

## Przynależność do kasty
Zgodnie z rozumieniem samego słowa dźati przynależność do danej kasty następuje automatycznie przez urodzenie, stąd Hindusi mówiący po angielsku często tłumaczą dźati na angielskie „race” (rasa). Przynależności do kasty nie można uzyskać ani przez małżeństwo (kasta jest grupą endogamiczną), ani przez zasługi czy wzbogacenie się (kasta nie ma nic wspólnego ze statusem ekonomicznym). Endogamiczność grupy często związana jest z konkretną profesją, niekiedy także z pochodzeniem etnicznym lub afiliacją religijną. Nazwisko bardzo często stanowi nazwa kasty, np. Gandhi (sprzedawca perfum), Dhobi (pracz), Dikshitar (bramin świątyni Chidambaram w Tamilnadu), Tamang (członek plemienia Tamangów w Nepalu).

## Hierarchia wśród kast
System kast w zasadzie nie jest hierarchiczny, podział na kasty „lepsze” czy „gorsze” polega wyłącznie na bardzo żywotnym w hinduizmie pojęciu czystości i nieczystości. Może polegać na subiektywnym odczuciu własnej kasty jako bardziej „czystej” (ang. pure) niż inne – zdarza się to często również wśród braminów, z których niektóre grupy unikają małżeństw i wspólnego spożywania posiłków z członkami innych podgrup bramińskich, chociaż nie są one zabronione przez tradycyjne zakazy Manusmryti. Często poczucie „nieczystości” związane jest z wykonywanym zawodem, wiążącym się z przekroczeniem różnych tabu. Za nieczysty uchodzi kontakt ze zwłokami ludzkimi i zwierzęcymi, krwią, ekskrementami, nawet potem innych osób. Tak więc posługacze palący zwłoki na śmaśanach, czyściciele latryn czy rzeźnicy i garbarze uważani są za najbardziej nieczystych i wykluczeni poza społeczeństwo, stąd ich angielska nazwa outcasts. Nieco mniejszy stopień „nieczystości” cechuje np. szewców (kontakt ze skórą zwierzęcą i nogami ludzkimi) czy praczy (kontakt z brudną odzieżą). Poza tymi skrajnymi przypadkami większość kast uchodzi za „w miarę czyste” i tabu w praktyce dotyczy tylko najbardziej intymnych kontaktów (małżeństwo czy ogólnie kontakty seksualne) oraz spraw związanych z pożywieniem. Ogólna zasada dotyczy zakazu przyjmowania wody i potraw gotowanych od osób z kast „mniej czystych” niż własna. W konsekwencji bardzo często się zdarza, że kucharzami w restauracjach są bramini, uważani za najbardziej czystych. Środowiska bardziej ortodoksyjne zwracają również uwagę na to, z kim jedzą (ang. interdining).

## Status prawny we współczesnych Indiach
System został zniesiony w 1947 roku, co w 1950 roku uwzględniono w konstytucji Indii. Pomimo tego jest on powszechnie uznawany, szczególnie wśród mieszkańców wsi.
Stosuje się też terminy:
- Scheduled Castes (SC)
- Scheduled Tribes (ST)
- Other Backward Classes (OBCs) – inne kasty prześladowane

Dla wskazanych grup wprowadzono gwarancje miejsc w administracji i szkolnictwie.

## Partie niższych kast
Partie polityczne reprezentujące indyjskie niższe kasty:
- Bahujan Samaj Party (BSP)
- Samajwadi Party

## Pozakastowcy
Wykluczeni poza system ortodoksyjnego hinduizmu, na przykład w następstwie zaniechania obowiązków religijnych i społecznych wynikających z warny i dźati, postrzegani są jako istoty nie podlegające prawu karmy, czyli nie posiadający potencjału dla reinkarnowania w kolejnym ciele po śmierci.

## Podział warn na kasty
Już w starożytności tradycyjny system czterech warn stanowiący idealny wzorzec społeczeństwa zupełnie nie odpowiadał rzeczywistości społecznej i w związku z tym szereg prawodawców, również najsłynniejszy z nich, Manu, próbowało przypisać istniejące kasty do postulowanych warn, biorąc pod uwagę wykonywaną profesję. Powiązania takie różniły się w zależności od tekstu i epoki, gdyż kasty również ewoluowały, rozpadały się na podkasty ze względu na oddalenie geograficzne lub zmianę zawodu. Poniżej podano przykład tego rodzaju klasyfikacji, który jednakże nie jest ani wyczerpujący, ani autorytatywny, ma służyć jedynie jako ilustracja systemu. Dla przykładu: bramini (stanowiący jedną warnę) podzieleni są w rzeczywistości na wiele różnorodnych kast o odmiennych tradycjach i zwyczajach.

### Bramini

#### Bramini Pańća Gauda (północne i wschodnie Indie)
- Bramini bengalscy
- Dadhich
- Gaur
- Gouda Saraswat
- Bramini Kanyakubja
- Bramini kaszmirscy
- Khandelwal
- khedaval
- Kota
- Kulin
- Bramini maithilscy
- Mohyal
- Rajapur Saraswat
- Sanadhya
- Saraswat
- Saryuparin
- Shivalli Madhwa Brahmins
- Shrimali Brahmins
- Daivajna

#### Bramini Panća Drawida (południowe i zachodnie Indie)
- Bardai
- Chitpavan (Konkanastha)
- Deśastha
- Dhima
- Gurukkal
- Kuta
- Havyaka
- Hoysala
- Ajjar
- Ajjangar (Vadakalai, Thenkalai)
- Kandavara
- Bramini karnataccy
- Karhade
- Koteśwara
- Nagar Brahmins
- Nambudiri (Nambuthiri, Nambudiripad, Bhatathiripad)
- Padia
- Saklapuri
- Sankethi
- Shivalli Madhwa
- Sthanika
- Bramini Telugu (Vaidiki, Niyogi)
- Tuluva
- Malik

### Kszatrija
- Bhavsar
- Bantowie
- Gurjara
- Jambavas
- Dżatowie
- Kamboj
- Khatri
- Kurup
- Kurmi
- Lohana
- Menon
- Nadar
- Nair
- Nambiar (Nair)
- Patidar
- Radźputowie
- Raju
- Tyagi (Brahmins)
- Unnithan
- Vanniyars-TamilNadu
- Varma
- Wadeyar
- Yadav

### Wajśja
- Agarwal
- Gupta
- Kamma Kapu
- Nagarathar Chettia
- Tarkhan

### Śudra
- Dasà, Dasa
- Edumuddi
- Khatik
- Pannadai
- Parayan
- Parayerri

## Alfabetyczna lista kast hinduskich
- Ajjar
- Adi Dravida
  - Mala
  - Madiga
  - Arunthathiyar
  - Chakkili
  - Paraiah
  - Pallar
- Adi Karnataka
- Kszatrija
- Ahir
  - Dhangar
- Dhobi
  - Saini
  - Kamboj | Kambojas | Kamboh
  - Khasa, Khash
  - Pahlava, Pahlav
  - Yadav
- Ahluwalia | Walia | Paul | Kalal
- Arain
- Arora
  - Gera
- Arya Vysya
- Awan
- Bahi
- Balija, Balija Naidu
- Boyar caste
  - Boyar/Boya/Boyan
  - Boya Naidu/Boya Nayak
  - Talwar Boya | Taliari Boya | Talari Boya
  - Boya Palegar | Boya Palaigarar
- Bania
  - Agarwal
  - Barnwal
  - Sahu Vaishya
  - Mahuri
  - Maheshwari
- Baurias
- Bhandari
- Bhatia
- Billava
- Brahmin
  - Smarta
    - Południowoindyjscy bramini wyznający smartyzm
      - Iyer
      - Vaidiki Kasalanadu
      - Vaidiki Mulukanadu
      - Vaidiki Velanadu
      - Vaidiki Veginadu
      - Vaidiki Telanganya
      - Namboothiri
      - Badaganadu
      - Hoysala Kannada
      - Sthanika
      - Shivalli
      - Devanga Kannada
      - Kōchi | Koti
      - Babboor Kamme
      - Ambalavasi
      - Aruvela Niyogi

    - Smartyści maraccy
      - Karhade, Karhade Brahmin
      - Deśastha
      - Konkanastha, Chitpavan
      - Devrukhe Brahmin

    - Saraswat Brahmin
      - Gaud Saraswat
      - Chitrapur Saraswat

    - Daivadnya

  - Śriwajsznawa
  - Iyengar lub bramini wyznający Wiśisztadwajtę
    - Vadagalai
    - Tengalai
    - Hebbar
    - Mysore

  - Madhwa Anandatirtha, Madhva lub bramini wyznający Dwaita, Dwajtę
    - Madhva Deshasta

  - Anavil
  - Bhumihar
  - Tyagi
  - AudichyaBrahmin
  - Bengali Brahmin
  - Bengali Vaid Brahmin
  - Kanyakubja Brahmin
  - Shivalli Brahmins
- Bantowie
- Chandraseniya Kayastha Prabhu
- Charan
- Chamar | Ravidasia
- Chambhar (szewcy maraccy)
- Chettiar
- Chuhra
- Darji
- Dalit
- Dhangar
- Ediga
- Ezhava
- Goud
- GangaPutra
- Gounder
- Irani
- Jambavas
- Kapu (caste)
- Kalal
- Konar
- Koiry
- Kumhar, Prajapati
- Kumbhar (garncarze maraccy)
- Kurmi | Kunbi | Kumbi | Kanbi | Kudumbis
- Nessa | Kurni
- Kamma
- Kayastha
- Khatri | Mahajan | Lala | Shahs
- Średniowieczni kszatrijowie
  - Rajput
  - Raju
- Kongu Vellalar
- Kuravar
- Kori | Koli
- Kuruba Gowda
- Laheri | Lahiri
- Leva Patidar
- Labana
- Lingayat
- Lohana
- Lohar
- Maravar
- Mudaliar
- Mahadiga
- Madiga
- Mogaveera
- Madar
- Maher
- Mahar, Meharaa, Taral, Dhegu-Megu (maraccy sprzątacze)
- Mang (maraccy dalitowie)
- Garudi (maraccy zaklinacze węży)
- Kolhati
- Mali (phul) (maraccy ogrodnicy)
- Maratha (kszatrija)
- Mazabhi
- Mers (kszatrija)
- Mistry
- Nadar
- Naidu
- Nai
- Nair
- Kapu, Ontari
- Prajapati (Kshatriya Kumhar)
- Pariah
- Padayatchi
- Paravas | Bharathar | Fernandos
- Pillai
- Pulayar
- Rais
- Reddiar
- Reddy
- Phul Mali
- Ror
- Sansi
- Sekhri
- Sengunthar
- Sourashtra
- Somvanshi Kshatriya | Pathare Prabhu
- Sonar (maraccy złotnicy)
- Sonjhari (maraccy poszukiwacze złota)
- Sutar (maraccy cieśle)
- Shimpi (maraccy krawcy)
- Swakula Sali (maraccy tkacze)
- Tarkhan
- Telaga, Telaga Nayudu
- Teli
- Tigala
- Twashta Kansar/Tambat
- Valmiki
- Velama
- Vanniyar
- Kannada Vaishya
- Vokkaliga
- Yerukala
- Yadav, Wadaw
- Gangwar
- Gurjara | Gujjar | Gurdźara
- Gondhal